# Oxypetalum minarum
Oxypetalum minarum är en oleanderväxtart som beskrevs av Fourn.. Oxypetalum minarum ingår i släktet Oxypetalum och familjen oleanderväxter. Inga underarter finns listade i Catalogue of Life.